# I Started Something I Couldn't Finish
I Started Something I Couldn't Finish é um single do grupo britânico de rock alternativo The Smiths. A música é o segundo single do álbum de estúdio Strangeways, Here We Come de 1987.
Embora não tenha sido originalmente planejado para ser lançado como single, "I Started Something I Couldn't Finish" foi lançado como o segundo single do álbum depois de "Stop Me If You Think You've Heard This One Before" ter sido banido pela BBC por referências. ao assassinato em massa após o Massacre de Hungerford. Lançado em novembro de 1987, alcançou a posição 23 no UK Singles Chart, um relativo fracasso comercial. Foi o primeiro single lançado após a banda anunciar sua separação.
"I Started Something I Couldn't Finish" foi aclamado pela crítica pelo trabalho de guitarra de Marr e pelo lirismo espirituoso de Morrissey. Desde então, apareceu em vários álbuns de compilação.

## Produção
"I Started Something I Couldn't Finish" começou como parte de uma jam session tocada durante as sessões do single da banda "Sheila Take a Bow". Marr relembrou: "Foi apenas uma mudança estranha de acorde que eu tinha no bolso por um tempo, e precisávamos de uma música, então peguei-a, apenas tentando fazer as mudanças de tom funcionarem. Quero dizer, houve muitos arremessos de coisas por aí com aquele álbum [Strangeways]." A música foi inspirada em "The Jean Genie" de David Bowie e "Amateur Hour" de Sparks.
Marr explicou: "Eu queria as partes da guitarra elétrica com muito menos camadas e com muito mais peso, o que você pode ouvir em 'I Started Something I Couldn't Finish'." Marr compôs a música da música em um 12- corda Gibson ES-335, que ele comentou "deu um som muito grande". A música também traz uma melodia de saxofone tocada em um emulador, enquanto o co-produtor Stephen Street adicionou uma caixa eletrônica ao lado da linha de bateria do baterista Mike Joyce. Marr comentou que a última decisão foi dar "mais textura" à sua bateria.
| Críticas profissionais | Críticas profissionais |
| Avaliações da crítica  | Avaliações da crítica  |
| Fonte                  | Avaliação              |
| ---------------------- | ---------------------- |
| AllMusic               | 2,5/5                  |

Embora Morrissey criticasse certos aspectos das primeiras versões da música, Marr comentou que "Morrissey gostava muito da música e estava meio que me encorajando" em contraste com Joyce e o baixista Andy Rourke, que não gostavam da música. Marr apontou a oposição de Joyce e Rourke à música como um incentivo adicional para ele deixar a banda.
A faixa apresenta um outtake durante o fade out, com Morrissey perguntando: "OK, Stephen, devemos fazer isso de novo?"

## Lançamento
Inicialmente, o selo da banda, Rough Trade, pretendia lançar "Stop Me If You Think You've Heard This One Before" como o segundo single de Strangeways, Here We Come. No entanto, depois que a BBC proibiu o single após o massacre de Hungerford (a letra contém uma referência a "assassinato em massa"), a banda selecionou "I Started Something I Couldn't Finish" como substituto do lado A no Reino Unido.

Os lados B incluíam gravações alternativas e ao vivo de músicas lançadas anteriormente pelos Smiths, junto com um cover de "What's the World" de James. O single alcançou a posição 23 no Reino Unido, um relativo fracasso comercial. Morrissey mais tarde refletiu sobre as deficiências comerciais da música e sua continuação, "Last Night I Dreamed That Somebody Loved Me":
“Eu aprovei [o lançamento dos singles] no sentido de que acredito que os discos do Smiths deveriam ser ouvidos. 'Last Night I Dreamed That Somebody Loved Me' e 'I Started Something I Couldn't Finish' eram ótimas músicas, mas, obviamente, não havia lados B aceitáveis e obviamente não havia motivo aceitável para um single em CD e fita cassete, mas eles ocorreram mesmo assim. É difícil porque eu queria que essas músicas fossem ouvidas, a morte dos Smiths foi muito conveniente. Se houvesse uma última oportunidade para invadir e infestar as ondas de rádio, pensei que deveria ser feito."
"Stop Me If You Think You've Heard This One Before" ainda foi lançado como single em outros países, mas seu vídeo promocional - que apresentava Morrissey e um grande número de sósias de Morrissey - foi usado no Reino Unido para promover "I Started Something I Couldn't Finish".

## Capa e mensagem da matrix
A capa do single traz a atriz Avril Angers em um still do filme The Family Way, de 1966.
Os vinis britânicos de 7 e 12 polegadas contêm a gravura: "MURDER AT THE WOOL HALL"(X)ESTRANDO SHERIDAN WHITESIDE / VOCÊ ESTÁ ACREDITANDO, VOCÊ NÃO QUER DORMIR." The Wool Hall foi o estúdio de gravação em Bath onde os Smiths gravaram seu último álbum Strangeways, Here We Come, mas também foi onde Morrissey, na época do lançamento deste single, estava gravando seu primeiro álbum solo Viva Hate. Um dos pseudônimos de Morrissey, Sheridan Whiteside, é o papel-título da peça The Man Who Came to Dinner. A gravação do lado B é uma reversão de "Você está dormindo, você não quer acreditar", uma amostra ouvida no final da música "Rubber Ring" dos Smiths.

## Recepção Crítica
"I Started Something I Couldn't Finish" teve uma recepção positiva da crítica desde seu lançamento. Revendo Strangeways, Here We Come em 1987, a NME a chamou de "uma canção pop clássica que parece ecoar - acredite ou não - a obra preciosa de T. Rex, Mud e the Glitter Band!"
Consequence classificou a música como a 25ª melhor da banda, escrevendo: "A música dos Smiths está repleta de indecisão, e essa música é a mais duvidosa de Morrissey." A Rolling Stone classificou a música como a 42ª melhor música dos Smiths.

## Cover
Em 2006, Bow Wow Wow gravou um cover da música de "I Started Something I Couldn't Finish", que apareceu em três lançamentos de 2007: um novo EP de três faixas I Want Candy (Cleopatra), álbum de compilação Stop Me If You Think You Have Heard This One Before: A Tribute To The Smiths, (Cleopatra) e a trilha sonora do filme Blood & Chocolate: Original Motion Picture Soundtrack (Lakeshore Records).

## Lista de músicas

### 7": Rough Trade / RT198 (UK)
1. "I Started Something I Couldn't Finish"
2. "Pretty Girls Make Graves"

### 12": Rough Trade / RTT198 (UK)
1. "I Started Something I Couldn't Finish"
2. "Pretty Girls Make Graves"
3. "Some Girls Are Bigger Than Others" (ao vivo)

### CassetteRTT198C
1. "I Started Something I Couldn't Finish"
2. "Pretty Girls Make Graves"
3. "Some Girls Are Bigger Than Others" (ao vivo)
4. "What's the World" (ao vivo) (James)

## Formação
- Morrissey - Vocal
- Andy Rourke - Baixo
- Mike Joyce - Bateria
- Johnny Marr - Guitarra

### Outros créditos
- Tim Young - Masterização
- Jo Slee - Direção de Arte
- John Porter - Produção
- Morrissey - Produção
- Johnny Marr -  Produção

## Gráficos
| Paradas musicais                         | Pico |
| ---------------------------------------- | ---- |
| Irlanda ( IRMA )                         | 13   |
| UK Singles (The Official Charts Company) | 23   |